# 신사이바시역
신사이바시역(일본어: 心斎橋駅, しんさいばしえき)은 일본 오사카부 오사카시 주오구에 있는 철도역이다.

## 이용 가능 철도 노선
- 오사카시 고속 전기궤도
  -  미도스지 선
  -  나가호리쓰루미료쿠치 선
  -  요쓰바시 선 요쓰바시 역 (환승역)

미도스지 선과 요쓰바시 선의 환승은, 나가호리쓰루미료쿠치 선의 승강장을 경유해야 한다. 요쓰바시 선과는 역명으로서는 다르게 취급되지만, 중간 개찰 없이 연결되어 동일한 역으로 간주된다.

## 역 구조
두 개 노선 섬식 승강장 1면 2선의 지하역이다. 전쟁 전에 개업한 미도스지 선 승강장은, 요도야바시 역과 같이 보르트 구조이다. 나가호리쓰루미료쿠치 선 승강장의 모리노미야 방면에 인상선이 있어, 오사카 돔에서 야구나 이벤트가 개최되었을 때 임시열차가 운행되며, 유치선에 사용된다.
근처의 요쓰바시 선을 포함하여 세 개 노선은 코 글자의 형태로 연결되고 있다. 나가호리쓰루미료쿠치 선 승강장의 모리노미야 방면으로부터 미도스지 선 승강장의 우메다 방면, 다이쇼 방면에서 요쓰바시 선 요쓰바시 역의 니시우메다 방면으로 구성된 연결 형태이다. 나가호리쓰루미료쿠치 선으로부터 요쓰바시 역까지 거리가 있어, 중간에 구내 및 일반통로 양쪽에 자동길이 설치되어 있다.
나가호리쓰루미료쿠치 선은 미도스지 선이나 요쓰바시 선보다 아래를 지나고 있으므로, 다른 노선에 비해 승강장의 위치가 꽤 깊은 곳에 있다.

### 미도스지 선
| 1 | 미도스지 선 | 난바·덴노지·나카모즈 방면                |
| 2 | 미도스지 선 | 우메다·신오사카·에사카·미노오카야노 방면 |

### 나가호리쓰루미료쿠치 선
| 1 | 나가호리쓰루미료쿠치 선 | 교바시·가도마미나미 방면 |
| 2 | 나가호리쓰루미료쿠치 선 | 니시나가호리·다이쇼 방면 |

### 역의 디자인 테마
나가호리쓰루미료쿠치 선의 당역 디자인 테마는 "석양과 신사이바시"로 설정되어 있다. 미도스지 선 환승통로에는, 나가호리가와에 가설되던 지난 날의 신사이바시를 모티프로 한 장식이 이루어지고 있다.

## 역 주변
역 주변은 오사카를 대표하는 고급 브랜드 거리가 되고 있다.
- 다이마루 신사이바시 지점
- 파르코
- 도큐 핸즈
- 아메리카촌
- 신사이바시 상점가
- 오사카 미나미후바 우체국
- 오사카 신사이바시 우체국
- CRYSTA 나가호리 지하상점가
- ㈜OPA
- 시즈오카 은행 오사카 지점

## 역사
- 1933년 5월 20일: 미도스지 선 우메다 ~ 신사이바시 간 영업 개시.
- 1935년 10월 30일: 미도스지 선 신사이바시 ~ 난바역간 연장 개통, 중간역으로 전환,동시에 신사이바시행 폐지.
- 1969년 12월 6일: 번호를 119에서 M19로 변경.
- 1996년 12월 11일: 나가호리쓰루미료쿠치 선이 영업 개시, 환승역이 됨과 동시에, 요쓰바시 선의 요쓰바시 역과 연결됨.
- 1997년 8월 29일: 나가호리쓰루미료쿠치 선 신사이바시 ~ 다이쇼 역간 연장 개통, 중간역으로 전환 , 7호선의 신사이바시행까지 폐지.
- 2010년 9월 24일: 나가호리쓰루미료쿠치 선 스크린도어 사용 개시.
- 2015년 3월 1일: 미도스지 선 스크린도어 사용 개시.

## 인접역
| ■ 오사카 메트로 미도스지선 | ■ 오사카 메트로 미도스지선 | ■ 오사카 메트로 미도스지선 |
| -------------------------- | -------------------------- | -------------------------- |
| M18 혼마치 에사카 방면     |                            | 난바 M20 나카모즈 방면     |

| ■ 오사카 메트로 나가호리쓰루미료쿠치선 | ■ 오사카 메트로 나가호리쓰루미료쿠치선 | ■ 오사카 메트로 나가호리쓰루미료쿠치선 |
| -------------------------------------- | -------------------------------------- | -------------------------------------- |
| N14 니시오하시 다이쇼 방면             |                                        | 나가호리바시 N16 가도마미나미 방면     |

## 같이 보기
- 신사이 교